# Europese kampioenschappen indooratletiek 2025 – Hink-stap-springen mannen
Het Verspringen voor mannen op de Europese indoorkampioenschappen van 2025 vond de kwalificatie plaats op 7 maart en op 8 maart 2025 de finale en het werd gehouden op de shorttrackbaan van Omnisport in Apeldoorn in Nederland. Het was de zesendertigste keer dat dit onderdeel op het programma stond.
Het verspringen voor mannen werd gewonnen door de Italiaan Andy Díaz in 17,71 dat de nieuwe Wereldleiding betekende. Het zilver ging naar de Duitser Max Heß in 17,43 en het brons ging naar de Italiaan Andrea Dallavalle in 17,19.

## Records
Voorafgaand aan het toernooi waren dit het Wereldrecord, Europees record, Kampioenschapsrecord en de Wereld-, Europese leiding.
| Wereldrecord         | Hugues Fabrice Zango | 18,07 | Aubière | 16 januari 2021 |
| Europees record      | Teddy Tamgho         | 17,92 | Parijs  | 6 maart 2011    |
| Kampioenschapsrecord | Teddy Tamgho         | 17,92 | Parijs  | 6 maart 2011    |
| WL                   | Max Heß              | 17,41 | Metz    | 8 februari 2025 |
| EL                   | Max Heß              | 17,41 | Metz    | 8 februari 2025 |

## Resultaten[1]

### Kwalificatieronde
Kwalificatieregels: behalen van de kwalificatiestandaard van 16,70 (Q), of deel uitmaken van de 8 best presterende atleten (q).
| Rang | Naam                  | Land                | 1     | 2     | 3     | Resultaat | Bijz. |
| ---- | --------------------- | ------------------- | ----- | ----- | ----- | --------- | ----- |
| 1    | Andrea Dallavalle     | Italië              | 16,78 |       |       | 16,78     | Q     |
| 2    | Andy Díaz             | Italië              | 16,74 |       |       | 16,74     | Q     |
| 3    | Max Heß               | Duitsland           | 16,72 |       |       | 16,72     | Q     |
| 4    | Tiago Pereira         | Portugal            | x     | x     | 16,50 | 16,50     | q     |
| 5    | Thomas Gogois         | Frankrijk           | 16,43 | 16,45 | x     | 16,45     | q     |
| 6    | Can Özüpek            | Turkije             | 16,19 | 16,03 | 16,29 | 16,29     | q     |
| 7    | Melvin Raffin         | Frankrijk           | x     | 14,25 | 16,29 | 16,29     | q     |
| 8    | Rustam Mammadov       | Azerbeidzjan        | 15,52 | 15,71 | 16,28 | 16,28     | q     |
| 9    | Endiorass Kingley     | Oostenrijk          | x     | 16,12 | 16,25 | 16,25     | SB    |
| 10   | Vladyslav Shepeliev   | Oekraïne            | x     | 15,94 | x     | 15,94     |       |
| 10   | Tomáš Veszelka        | Slovenië            | 15,94 | x     | x     | 15,94     | SB    |
| 12   | Simone Biasutti       | Italië              | 15,90 | x     | x     | 15,90     |       |
| 13   | Dimitrios Tsiamis     | Griekenland         | 15,63 | 15,61 | 15,86 | 15,86     |       |
| 14   | Gabriel Wallmark      | Zweden              | 15,48 | 15,80 | 15,59 | 15,80     |       |
| 15   | Tuomas Kaukolahti     | Finland             | 15,39 | 15,71 | x     | 15,71     | SB    |
| 16   | Efe Uwaifo            | Verenigd Koninkrijk | x     | 15.66 | 15,34 | 15.66     |       |
| 17   | Răzvan Cristian Grecu | Roemenië            | x     | 15,66 | x     | 15,66     |       |
|      | Lâchezar Vâlchev      | Bulgarije           | x     | x     | x     | NM        |       |

### Finale
| Rang   | Atleet            | Land         | 1     | 2     | 3     | 4     | 5     | 6     | Resultaat | Bijz. |
| ------ | ----------------- | ------------ | ----- | ----- | ----- | ----- | ----- | ----- | --------- | ----- |
| Goud   | Andy Díaz         | Italië       | 16,37 | x     | 17,05 | –     | 17,71 | x     | 17,71     | WL    |
| Zilver | Max Heß           | Duitsland    | 17,43 | x     | –     | x     | 13,90 | x     | 17,43     | SB    |
| Brons  | Andrea Dallavalle | Italië       | 17,00 | x     | 17,19 | –     | 16,84 | 14,35 | 17,19     |       |
| 4      | Thomas Gogois     | Frankrijk    | x     | 16,51 | x     | x     | –     | x     | 16,51     |       |
| 5      | Tiago Pereira     | Portugal     | x     | 16,01 | x     | x     | 16,45 | x     | 16,45     |       |
| 6      | Rustam Mammadov   | Azerbeidzjan | 16,10 | x     | 16,16 | 16,01 | 16,11 | 16,40 | 16,40     |       |
| 7      | Can Özüpek        | Turkije      | 15,82 | 16,05 | 16,11 | –     | x     | 16,29 | 16,29     |       |
| 8      | Melvin Raffin     | Frankrijk    | x     | x     | x     | 16,08 | 14,48 | x     | 16,08     |       |

o geldige poging | x ongeldige poging | - poging overgeslagen | NM Geen geldig resultaat | WR Wereldrecord | CR Kampioenschapsrecord | AR Continentaal record | NR Nationaalrecord | WL Wereldleiding | EL Europese leiding | SB Beste seizoenprestatie | =SB Evenaring beste seizoenprestatie | PB Persoonlijk record | =PB Evenaring persoonlijk record